# M+A

## Storia del gruppo
Nel 2011 pubblicano l'album d'esordio Things.yes per l'etichetta inglese Monotreme Records.
Nel 2012 vincono il premio per il miglior live M.E.I. Sempre nel 2012 pubblicano l'EP Remixes.yes, contenente brani degli artisti Polinski dei 65daysofstatic, Nedry, Emay, Joycut remixati da M+A e una cover di Paper Planes di M.I.A.
Nell'estate 2013 il gruppo annuncia il secondo album These Days, pubblicato l'11 settembre 2013 in Giappone, con una sub-release per Indienative Records e Fennely, e il 30 settembre 2013 in Europa e Stati Uniti d'America, sempre dall'etichetta Monotreme Records.
Nel 2018 il gruppo cambia nome e genere musicale diventando Santii

## Discografia

### Album in studio
- 2011 - Things.yes
- 2013 - These Days

### EP
- 2012 - Remixes.yes
- 2015 - Anyway Milkyway

### Singoli
- 2011 - Bam
- 2013 - When
- 2013 - Down the west side
- 2014 - These Days
- 2015 - Do the Shout
- 2016 - Forever More

### Compilation
- 2014 - Roulette Rousse #1